# Heulbrug (Rotterdam)
De Heulbrug (vroeger bekend als de Hoge Heul of Waelheul) was een vaste brug over de Rotterdamse Schie in de Nederlandse stad Rotterdam. De brug kwam aan de naam omdat een gewelfde brug ook bekend stond als een heul- of holebrug. De originele brug dateerde al van 1380, werd vervangen in 1910 en was een van de weinige bruggen die het bombardement op 14 mei 1940 hadden doorstaan. De brug werd in 1941 echter alsnog gesloopt, nadat de Rotterdamse Schie in het centrum werd gedempt met het puin van het bombardement, en omdat de brug hinderlijk was geworden voor het verkeer.

## Geschiedenis

### De Heulbrug voor de Tweede Wereldoorlog
De Heulbrug was ooit een van de oudste bruggen die de stad kende. De eerste vermelding kwam al in 1380 nadat een geschil werd beslecht tussen Rotterdam, Overschie en Delft. Rotterdam had het recht toegekend gekregen om de Schie te graven van graaf Willem IV van Holland op 9 juni 1340, wat flink wat geld opleverde voor de stad. Om Rotterdam dwars te zitten, besloten Overschie en Delft om de hertog Albrecht van Beieren te overtuigen dat er, ter hoogte van Overschie, een dam gebouwd moest worden met een overtoom. In Rotterdam was men ontevreden over het besluit van Overschie en na vijf jaren van discussies over en weer, wist Rotterdam hertog Albrecht op 26 oktober 1380 te overtuigen om de dam te laten verwijderen en te vervangen met een gewone brug - wat later bekend zou worden als de Heulbrug. Sindsdien deed de brug dienst als de scheidingslijn tussen de oost- en westkant van het vroegere ambacht Blommersdijk dat was ontstaan tijdens het graven van de Rotterdamse Schie. Nog later werd het de plaats waar de stad Rotterdam gescheiden werd door de uitgestrekte polders en weilanden richting Hillegersberg en Overschie, en van het stedelijk en polderrijk deel van de Rotterdamse Schie die buiten de stad verder liep richting Overschie.
In de jaren 00 van de twintigste eeuw was de originele brug in verval geraakt. Door het toenemend aantal verkeer als gevolg van het feit dat dit gedeelte van de stad steeds verder werd volgebouwd, was de brug bouwvallig geworden en kon het niet meer mee met de moderne tijd. Hierop besloot de gemeenteraad om de brug in 1909 te slopen en een nieuwe, grotere en stevigere brug te plaatsen. De werkzaamheden duurden een paar maanden en tijdens de bouw bleek dat de brug in een zeer slechte staat verkeerde; de brug was aan het afbrokkelen en zat vol met scheuren. Ook de voorzieningen die in het verleden waren getroffen om de brug steviger te maken, bleken niet geholpen te helpen. Desondanks bleken de oude funderingen nog wel altijd zeer stevig te zijn. De werkzaamheden waren een hele opgave omdat de brug vervangen moest worden zonder de scheepvaart te hinderen, iets wat lukte omdat er steeds vijf meter doorvaart voor de scheepvaart vrij werd gehouden tijdens de werkzaamheden. Het verkeer over land kon tevens doorgaan dankzij de bouw van een tijdelijke houten brug, die 26 meter van de brug in aanbouw was aangelegd en een beweegbaar deel van 5 meter had. Op 1 januari 1910 werd de nieuwe brug in gebruik genomen.
De brug stond onder de mensen bekend als een leugenbank - een plaats waar de mensen samen kwamen om nieuws of roddels met elkaar te delen. Wel moest men uitkijken als een schip onder de brug door wilde varen, omdat deze erg laag was.

### De Heulbrug tijdens de Tweede Wereldoorlog
Tijdens het bombardement op de binnenstad op 14 mei 1940 raakte de brug niet beschadigd. Dit kwam omdat de Heulbrug buiten de zogeheten brandgrens stond - net als een groot gedeelte van de Schiekade. De brug deed daarna nog zo'n anderhalf jaar dienst, maar met het besluit per 22 juni 1939 van de Rotterdamse gemeenteraad om de Rotterdamse Schie in de binnenstad voorgoed te dempen en de versnelde uitvoering van dat plan na het bombardement, duurde het niet lang voordat deze brug gesloopt zou worden. Ook leverde de Heulbrug veel hinder aan het steeds drukker wordende verkeer op het kruispunt. De eerste werkzaamheden begonnen op 16 maart 1941 en eindigden op 22 september van datzelfde jaar. Na een historie van 561 bestond de Heulbrug niet meer.

## Vormgeving
De oorspronkelijke Heulbrug was een simpele brug; deze bestond uit een weg die verbonden werd door middel van een ijzeren plaat aan de zijde waar de Rotterdamse Schie kruiste, met aan de zijkant twee versierde balustrades die mede van ijzer waren gemaakt. De doorvaarthoogte bedroeg 2.40 meter. De brug die in 1910 gemaakt was, was echter aanzienlijk anders. De brug werd verbreed; het hoogste punt was 18 meter breed, maar die breedte kon oplopen tot 25 meter bij de brughoofden aan weerszijden van de brug. De balustrades bestonden uit een combinatie van rechthoekige bakstenen pilaren, afgedekt met een bovenlaag van gewapend beton. De doorvaarthoogte van het centrale gedeelte van de brug bedroeg 2.60 meter - 20 centimeter meer dan de voorganger. De doorvaartwijdte van het centrale gedeelte was 6.5 meter. Aan beide zijden bevonden zich twee zogenoemde spaartunnels met een breedte van 3.75 meter. Deze spaartunnels waren beide getoogd. De bouw van de Heulbrug kostte het stadsbestuur destijds 54.000 gulden.